# Scopula seydeli
Scopula seydeli là một loài bướm đêm trong họ Geometridae.